# 紅海長鼻鰨
紅海長鼻鰨為輻鰭魚綱鰈形目鰨亞目鰨科的其中一種，為熱帶海水魚，分布於西印度洋紅海阿卡巴灣及厄利垂亞Dahlak列島海域，棲息深度0-10公尺，體長可達10.6公分，棲息在底層水域，生活習性不明。

## 扩展阅读
維基物種上的相關：紅海長鼻鰨